# Combate de Mecapaca
El Combate de Mecapaca acaeció el 21 de octubre de 1841 en la localidad de Mecapaca, provincia de Ingavi, Bolivia. Allí se encontraron las tropas peruanas con las tropas bolivianas.
Este enfrentamiento forma parte de la Guerra entre Perú y Bolivia de 1841 y 1842.

## Antecedentes
Tras enviar al exilio al Supremo Protector Andrés de Santa Cruz y disolver la Confederación Peruano-Boliviana, el entonces Presidente del Perú, Agustín Gamarra tomó la decisión de unificar el Perú con Bolivia, aprovechando el caos político que se había generado en Bolivia. Gamarra, desde un comienzo, no fue ajeno a la idea de Santa Cruz de crear una gran nación andina, pero en su plan esta idea no se podía realizar mediante una Confederación dominada por Bolivia.
Luego de la disolución de la Confederación, José Ballivián reunió todos los complejos rebeldes y logró hacerse proclamar presidente de la República. En 1841 había tres Gobiernos; uno legítimo en la ciudad Sucre, presidido por José Mariano Serrano, que suplía a José Miguel de Velasco (1839-1840), apresado por los seguidores de Santa Cruz; el de la Regeneración en Cochabamba, y el de Ballivián en La Paz.
Las tropas peruanas dirigidas por el presidente Gamarra iniciaron la marcha hacia Bolivia el 1 de octubre de 1841 por el Departamento de la Paz, cruzando la frontera al día siguiente. Luego de avanzar sin encontrar resistencia, el 15 de octubre entraron a La Paz.  
Gamarra aprovechó que la República de Bolivia estaba en una gran inestabilidad tanto política como económicamente ya que después de la disolución de la confederación, Bolivia cayo en el caudillismo. Pero el manifiesto de Ballivián para oponerse a los invasores pronto tuvo acogida.

## Movimientos previos
El prefecto boliviano Manuel H. Guerra y las demás autoridades huyeron a Mecapaca tras el avance del ejército peruano, villorrio situado a seis leguas de La Paz, río abajo, donde instalaron la sede del gobierno departamental.
Enterado de esto, Agustín Gamarra despachó a Mecapaca al batallón Legión Peruana, compuesto por 400 hombres, y a un escuadrón de caballería, fuerzas que puso a órdenes del general Miguel de San Román quien ocupó Mecapaca el 21 y puso también en fuga a las autoridades bolivianas, que huyeron hasta Cebollullo. 
El general en jefe del ejército boliviano, José Ballivián, que se encontraba en Ayo-Ayo, apenas supo que fuerzas peruanas se habían internado hasta Mecapaca, determinó alistar cuatro compañías del batallón 5.º y la mitad del escuadrón Coraceros. Eligió por jefe de este destacamento al coronel Basilio Herrera (alias Zepita), a quien ordenó expresa y terminantemente que tomase la retaguardia del enemigo, le cortara la retirada y lo batiera según la oportunidad, y en caso necesario, dispersara sus fuerzas.
Basilio Herrera con sus fuerzas salió de Ayo Ayo y en Amachuma supo que los peruanos eran mucho más numerosos que los hombres que él llevaba. Entonces se propuso sorprender al enemigo.
Con todo, sin ser advertido, llegó a las goteras de Mecapaca, descolgándose por las alturas del sur, y en vez de emprender inmediatamente el asalto, mandó detenerse a la tropa hasta que llegase su famoso caballo de batalla, Choco, que se había quedado muy atrás por la negligencia del asistente. 
El pueblo de Mecapaca está situado a la orilla izquierda del río del mismo nombre, en cuyas márgenes se levantan colinas pobladas de bosque bajo, pero tupido. Las avenidas y crecientes del río han formado en ambas márgenes barrancas altas cortadas casi a pique. Encima de una de estas barrancas existe una planicie llamada de “Aguircato”, sobre la que se alzan abruptos peñascos cubiertos de malezas, que impiden la vista desde la encajonada playa de Mecapaca.
A esta altura trasladó San Román sus fuerzas de infantería y las colocó en lugares convenientes y estratégicos. La caballería quedó en la plaza del pueblo.

## El combate
El 21 de octubre las fuerzas bolivianas divisaron al enemigo parapetado en aquella cumbre.
Herrera dio la orden de ataque, aunque otras versiones afirman que los soldados bolivianos por cuenta propia se lanzaron al asalto apenas divisaron a los peruanos.
Sea como fuere, las tropas bolivianas comenzaron el ascenso ante un fuego mortífero de fusilería, trepando entre los riscos y entre pedrones y malezas y deteniéndose cada cual como podía para hacer fuego hacia la altura y continuar ascendiendo; pero la barrera era alta, abrupta y por consiguiente inaccesible. Herrera debió haber salvado la altura dando un rodeo hasta encontrar una subida más baja y llegar a la cumbre, donde el combate hubiese sido parejo; pero esta larga operación lo exponía a que el enemigo se replegara y sin probabilidades de poder darle alcance. El jefe boliviano resolvió batirse en condiciones desfavorables. 
La lucha fue desigual. Los peruanos estaban parapetados detrás de los árboles y matorrales haciendo fuego sobre los bolivianos que peleaban a cuerpo descubierto pudiendo estos apenas desprenderse a sus enemigos.
Después de dos horas y cuarto de intenso combate, comprendió Herrera que era imposible tomar la altura y mandó tocar retirada. Los bolivianos agotan las municiones y se retiraron en dispersión, unos por la playa, otros por las alturas y los demás, por estrechos senderos y quebradas logrando reunirse en Amachuma, donde ya se encontraba Herrera. Era evidente que Herrera no consiguió su objetivo de desalojar y aniquilar a las tropas peruanas.
Luego del combate una multitud paceña asaltó el hospital para dar muerte a los soldados y oficiales peruanos heridos en el mismo.

## Consecuencias
Herrera no consiguió su objetivo de desalojar y aniquilar a las tropas peruanas.
Los bolivianos, entre muertos y heridos, tuvieron tres oficiales y 68 soldados.
La mayoría de las bajas peruanas ocurrieron fuera del campo de batalla y durante el asalto de la turba paceña al hospital.
Luego del combate el ejército peruano siguió su avance sobre territorio boliviano.